# Trigonopyren angustifolius
Trigonopyren angustifolius är en måreväxtart som beskrevs av Cornelis Eliza Bertus Bremekamp. Trigonopyren angustifolius ingår i släktet Trigonopyren och familjen måreväxter. Inga underarter finns listade i Catalogue of Life.